# Lodewijk I van Chalon-Arlay
Lodewijk van Chalon-Arlay was de tweede zoon van Jan II van Chalon-Arlay en Margaritha van Male.
Lodewijk was gehuwd met Margaritha van Vienne. Zijn oudere broer Hugo II volgde hun vader op in de heerlijkheid Arlay. Lodewijk was heer van Arguel en Ciuseaux. Hij sneuvelde in 1362 bij Mesembria in Bulgarije tijdens een kruistocht.
Zijn zoon Jan III van Chalon-Arlay volgde zijn oom Hugo II in 1388 op in Arlay en huwde de erfdochter van het prinsdom Oranje. Hij was een trouw dienaar van hertog Jan zonder Vrees van Bourgondië.